# Momtchílo Nastássievitch
Momtchílo Nastássievitch(Gornji Milanovac, 1894- Belgrado, 1938), em alfabeto cirílico: Момчило Настасијевић , Sérvia, foi um poeta de vanguarda e escritor sérvio. Publicou três livros em vida, sem repercussão, mas após sua morte descobriu-se um baú com contos, ensaios e dramas. Aleksandar Javanovic, tradutor, linguísta e professor na USP qualificou, primeiramente, o seu trabalho como uma espécie de neo-simbolismo metódico que buscava sempre o aperfeiçoamento da forma, considerando ainda que este fosse muito além desta tipificação. 
Trabalhando como professor de ensino médio, passou a maior parte de seu período criativo na cidade de Belgrado. Pretendia criar uma espécie de "idioma próprio". Como poeta,  Nastássievitch permaneceu um solitário, entendido e admirado somente por seus amigos mais próximos. Ultimamente, porém, seu trabalho começou a exercer uma influência notável em poetas sérvios mais jovens. 
Segundo Aleksandar Javanovic, "Montchílo é autor de uma obra única, uma espécie de não-língua, minimalista, ainda não valorizada à altura pela crítica". Alguma crítica atual vê uma certa continuidade entre a sua obra e a de Vasko Popa . O fato é que sua poesia destoava da poesia feita em Belgrado na época.
No entanto, segundo o eslavista de língua inglesa Edward Dennis Goy (1926-2000) sua obra poética seria uma das maiores, se não a maior, no idioma sérvio do século XX, apesar da produção pequena do autor. Segundo o mesmo teórico e tradutor, que já foi descrito como o melhor tradutor inglês da poesia e um dos mais proeminentes comentaristas ocidentais da obra de Nastássievitch, o poeta era o expoente máximo da poesia iugoslava do seu tempo.  
Apesar de ser consideradoe hermético pela crítica de sua época, é profundamente respeitado por alguns daqueles que são considerados os principais poetas modernos sérvios do pós-guerra, tais como Vasko Popa e como Miodrag Pavlović.